# Люпен III, замъкът на Калиостро
„Люпен III, замъкът на Калиостро“ (на японски: ルパン三世 カリオストロの城) е японски детски анимационен филм от 1979 година на режисьора Хаяо Миядзаки по негов сценарий в съавторство с Харуя Ямадзаки, базиран на комикса „Люпен III“ от Мънки Пънч.
В центъра на сюжета е млад авантюрист, който попада в изолирано европейско княжество в средата на XX век и разкрива тайните на управляващата от столетия фамилия.
„Люпен III, замъкът на Калиостро“ е първият пълнометражен филм на Миядзаки, който през следващите години се налага като водещ японски аниматор.